# South Lebanon, Ohio
South Lebanon là một làng thuộc quận Warren, tiểu bang Ohio, Hoa Kỳ. Năm 2010, dân số của làng này là 4115 người.

## Dân số
- Dân số năm 2000: 2538 người.
- Dân số năm 2010: 4115 người.